# اولگا شتیرنکو
اولگا شتیرنکو (روسی: Ольга Александровна Штыренко؛ زادهٔ ۶ ژوئیهٔ ۱۹۷۷) ژیمناست ریتمیک اهل روسیه بود.